# Моховое (Курская область)
Моховое — деревня в Фатежском районе Курской области России. Входит в состав Банинского сельсовета.

## География
Деревня находится на реке Гниловодчик (левый приток Усожи в бассейне Свапы) и её притоке руч. Моховой, в 109 км от российско-украинской границы, в 46 км к северо-западу от Курска, в 5 км к северо-востоку от районного центра — города Фатеж, в 5 км от центра сельсовета — посёлка Чермошной.
Климат
Моховое, как и весь район, расположено в поясе умеренно континентального климата с тёплым летом и относительно тёплой зимой (Dfb в классификации Кёппена).
Часовой пояс
Деревня Моховое, как и вся Курская область, находится в часовой зоне МСК (московское время). Смещение применяемого времени относительно UTC составляет +3:00.

## Население
| 2002 | 2010 |
| ---- | ---- |
| 30   | ↘22  |

## Инфраструктура
Личное подсобное хозяйство. В деревне 15 домов.

## Транспорт
Моховое находится в 6 км от автодороги федерального значения М2 «Крым» (Москва — Тула — Орёл — Курск — Белгород — граница с Украиной) как часть европейского маршрута E105, в 5,5 км от автодороги регионального значения 38К-038 (Фатеж — Дмитриев), в 2 км от автодороги межмуниципального значения 38Н-233 (М-2 «Крым» — 1-е Банино), в 25 км от ближайшей ж/д станции Возы (линия Орёл — Курск).
В 169 км от аэропорта имени В. Г. Шухова (недалеко от Белгорода).